# Valverde del Camino

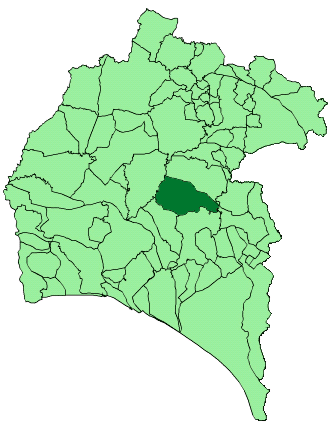
Localização de Valverde del Camino

Valverde del Camino é um município da Espanha na província de Huelva, comunidade autónoma da Andaluzia, de área 218,7 km² com população de 12621 habitantes (2007) e densidade populacional de 57,03 hab/km².

## Demografia
| Variação demográfica do município entre 1991 e 2004 | Variação demográfica do município entre 1991 e 2004 | Variação demográfica do município entre 1991 e 2004 | Variação demográfica do município entre 1991 e 2004 |
| --------------------------------------------------- | --------------------------------------------------- | --------------------------------------------------- | --------------------------------------------------- |
| 1991                                                | 1996                                                | 2001                                                | 2004                                                |
| 12341                                               | 12609                                               | 12431                                               | 12497                                               |